# اجواتر (اجتماع)، ویسکانسین
اجواتر (به انگلیسی: Edgewater) یک منطقهٔ مسکونی در ایالات متحده آمریکا است که در شهرستان سایر، ویسکانسین واقع شده‌است. اجواتر ۳۸۵٫۸۸ متر بالاتر از سطح دریا واقع شده‌است.